# Hans Karl von Stein zu Nord- und Ostheim
Hans Karl Freiherr von Stein zu Nord- und Ostheim (* 18. Februar 1867 in Würzburg; † 25. September 1942 in Völkershausen/Gemeinde Willmars) war ein deutscher Politiker und Staatssekretär im Reichswirtschaftsamt des Deutschen Kaiserreichs.

## Studium und berufliche Laufbahn
Er stammte aus der Familie Stein zu Nord- und Ostheim. Nach dem Studium der Rechtswissenschaften trat er in den Königlich-Bayerischen Verwaltungsdienst ein. 1903 wechselte er als Hilfsarbeiter in das Reichsamt des Innern. Dort erfolgte 1905 seine Beförderung zum Geheimen Regierungsrat und Vortragenden Rat sowie 1910 zum Geheimen Oberregierungsrat.
Am 1. Februar 1914 wurde er dann zum Unterstaatssekretär in das Ministerium für Elsaß-Lothringen berufen. Anschließend kehrte er am 19. November 1915 in das Reichsamt des Innern zurück, wo er zwar Mitte 1917 zum Unterstaatssekretär ernannt wurde, diese Bestallung wurde aber nicht ausgehändigt, sondern wurde zu den Akten genommen. Stattdessen wurde er am 22. August 1917 Ständiger Vertreter des Preußischen Staatsministeriums (Regierung) in Fragen der Innenpolitik und Verwaltung bei der Obersten Heeresleitung (OHL).

## Staatssekretär im Reichswirtschaftsamt
Am 20. November 1917 wurde er als Nachfolger des erst seit dem 9. November 1917 kommissarisch amtierenden Rudolf Schwander zum Staatssekretär in das am 23. Oktober 1917 gegründete Reichswirtschaftsamt berufen. Reichskanzler war damals Georg von Hertling.
Stein übte das Amt auch unter dem Nachfolger Hertlings als Reichskanzler, Prinz Max von Baden, bis zum 8. November 1918 aus. Zugleich erfolgte seine Ernennung zum Wirklichen Geheimrat. Am 26. November 1917 wurde er zusätzlich Mitglied des Kuratoriums der Reichsbank. Daneben war er von 1917 bis 1918 Vorsitzender des Aufsichtsrates der Zentral-Einkaufs-Gesellschaft (ZEG), die 1915 aus dem so genannten Reichseinkauf hervorgegangen war. Vom 23. Januar bis 1. Februar 1918 war er zudem Reichskommissar für die Übergangswirtschaft.
Am 14. November 1918 folgte ihm August Müller als Staatssekretär nach.
Nach dem Ersten Weltkrieg schied er aus dem politischen Leben aus und war ab 1919 ausschließlich Verwalter des Privatvermögens der Familie von Stein.